# Rio Jacaré (vattendrag i Brasilien, Paraíba, lat -6,87, long -35,32)
Rio Jacaré är ett vattendrag i Brasilien.   Det ligger i delstaten Paraíba, i den östra delen av landet, 1 700 km nordost om huvudstaden Brasília.
Omgivningarna runt Rio Jacaré är huvudsakligen savann. Runt Rio Jacaré är det ganska tätbefolkat, med 86 invånare per kvadratkilometer.